# Gonospora intestinalis
Gonospora intestinalis is een soort in de taxonomische indeling van de Myzozoa, een stam van microscopische parasitaire dieren. Het organisme komt uit het geslacht Gonospora en behoort tot de familie Urosporidae. Gonospora intestinalis werd in 1913 ontdekt door Ssokoloff.